# Міжнародний конкурс вокалістів імені М. І. Глінки
Міжнародний конкурс вокалістів імені М. І. Глінки (рос. «Международный конкурс вокалистов имени М. И. Глинки») — один з найпрестижніших конкурсів оперних співаків. Конкурс проводиться з 1960 року.

## Лауреати І премії конкурсу

### Всесоюзний конкурс вокалістів імені М.І.Глінки
- 1960: Філатова Людмила Павлівна ( РРФСР)
- 1962: Образцова Олена Василівна ( РРФСР)
- 1968: Ципола Гізела Альбертівна ( УРСР)
- 1971: Гороховська Євгенія Станіславівна ( РРФСР), Каукайте Гедре-Марія ( Литовська РСР), Кочерга Анатолій Іванович ( УРСР)
- 1973: Статник Юрій Михайлович ( Молдавська РСР), Пономаренко Іван Вікторович ( УРСР)
- 1975: Днішев Алібек Мусайович ( Казахська РСР), Стасюнайте Аушра ( Литовська РСР)
- 1977: Пивоваров Валентин Михайлович ( УРСР), Мількавічуте Ірена ( Литовська РСР)
- 1979: Лошак Анатолій Олександрович ( РРФСР)
- 1981: Полозов В'ячеслав Михайлович ( Білоруська РСР), Нікольський Глеб Олександрович ( РРФСР), Іванова Людмила ( РРФСР), Стрезєва Світлана Пилипівна ( Молдавська РСР)
- 1984: Харитонов Дмитро ( РРФСР), Гулегіна Марія Агасівна ( Білоруська РСР), Грицюк Григорій Владиленович ( УРСР), Аюрова Ольга Дашиївна ( РРФСР)
- 1987: Хворостовський Дмитро Олександрович ( РРФСР), Кулько Олег Петрович ( РРФСР), Бородіна Ольга Володимирівна ( РРФСР)
- 1989: Василь Овчаров ( РРФСР), Марина Шагуч ( РРФСР)
- 1991: Мурзаєв Сергій Миколайович ( РРФСР), Лапіна Марина Михайлівна ( РРФСР)

### Міжнародний конкурс вокалістів імені М.І.Глінки
- 1993: Нетребко Ганна Юріївна ( Росія), Замятіна Юлія Миколаївна ( Росія)
- 1995: Тріфонова Ольга ( Росія)
- 1997: Табачук Тетяна ( Росія), Абдразаков Ільдар Амірович ( Росія), Бактаєва Жаннат ( Казахстан)
- 1999: Казаков Михайло Володимирович ( Росія), Тріфонова Світлана ( Росія), Линковський Вадим ( Росія)
- 2001: Шишляєв Олексій ( Росія), Самуїл Ганна Олександрівна ( Росія)
- 2003: Гордєєв Сергій ( Росія), Вікторова Ганна ( Росія)
- 2005: Васильєв Володимир ( Росія), Шагімуратова Альбіна Анварівна ( Росія)
- 2007: Волкова Оксана ( Білорусь), Агаджанян Гаррі ( Росія)
- 2009: Мунгунцецег Содномцерен ( Монголія), Єрохін Микола ( Росія), Андрєєва Лариса ( Росія), Чімед Енхтайван ( Монголія), Чотобаєв Медет ( Казахстан)
- 2011: Аріунбаатар Ганбаатар ( Монголія)
- 2014: Дитюк Валентин ( Україна), Яшкулова Юлія ( Росія)
- 2019: Марія Баракова ( Росія), Костянтин Сучков ( Росія)